# August Franz Josef Karl Mayer
August Franz Josef Karl Mayer, auch Carl August Franz Joseph Mayer, August Franz Joseph Carl Meyer und Franz Joseph Karl Mayer (* 2. November 1787 in Schwäbisch Gmünd; † 9. November 1865 in Bonn), war ein deutscher Anatom und Physiologe. Er prägte den Begriff Histologie und zählt zu den Namensgebern des Mayer-Rokitansky-Küster-Hauser-Syndroms.

## Leben und Wirken
Seine Eltern waren Kaufleute. Er besuchte zunächst das Gymnasium in Schwäbisch Gmünd. Nach bestandener Matura verließ er seinen Heimatort und arbeitete in München in der Familie des Grafen von Lerchenfeld als Hauslehrer. Mayer studierte in Tübingen und wurde am 24. Oktober 1812 promoviert. Er war ein Schüler des Mediziners und Chemikers Carl Friedrich Kielmeyer.
1813 wurde er Prosektor in Bern (er war verantwortlich für die Vorbereitung der Dissektionen und ein direkter Assistent des leitenden Anatomen) und 1815 dort zum Professor für Anatomie, pathologische Anatomie und Physiologie berufen. So erreichte ihn in Bern eine Anfrage des preußischen Ministers Karl vom Stein zum Altenstein. 1819 nahm er den Ruf für die gleiche Position an der Königlichen Friedrich-Wilhelms-Universität in Bonn an. Neben seiner akademischen Tätigkeit arbeitete er noch selbstständig in seiner Praxis, wozu er am 3. Februar 1820 approbiert worden war. In Bonn trat er auch für den Neubau des 1789 errichteten anatomischen Instituts ein. Nach den Plänen des Architekten Hermann Friedrich Waesemann (1813–1879) wurde dann ab 1826 ein Neubau für die Anatomie in Bonn geschaffen, aber von Karl Friedrich Schinkel maßgeblich überarbeitet. Bis 1872 war es Teil der Medizinischen Fakultät, heute beherbergt es das Akademische Kunstmuseum.

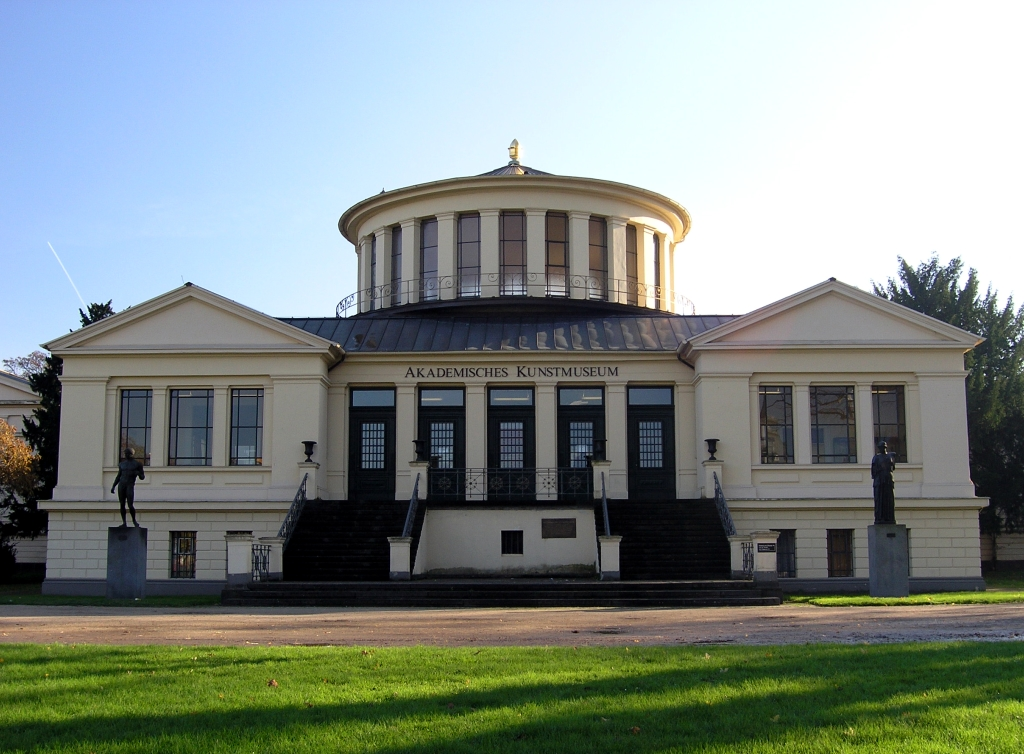
Anatomisches Theater der Königlichen Friedrich-Wilhelms-Universität zu Bonn mit 200 Sitzplätzen

Mayers Schüler Johann Samuel Eduard d’Alton war ein hervorragender Künstler, der ab 1818 u. a. Medizin studierte und für Mayer und Moritz Weber (1795–1875) anatomische Zeichnungen anfertigte.
Mayer behielt die Bonner Position bis 1856. Nach seiner Emeritierung teilte man die Anatomie und Physiologie auf, als seine Nachfolger wurden Maximilian Johann Sigismund Schultze (1825–1874) und Hermann von Helmholtz (1821–1894) berufen.
Als 1856 die Überreste eines Neandertalers bei Mettmann gefunden wurden, hatte Mayer die Möglichkeit den Fund persönlich in Augenschein zu nehmen. Im Gegensatz zu Hermann Schaaffhausen, der in den Überresten die Gebeine eines eiszeitlichen Menschen sah, vermutete Mayer wegen der anatomischen Eigenschaften des Beckens und der Beine, dass dieser Mensch sein ganzes Leben auf einem Pferd verbracht haben müsse. Er spekulierte, dass es sich um einen russischen Kosaken handeln könnte, der während der Befreiungskriege in Mettmann starb.
In der vergleichende Anatomie beschäftigte er sich mit unterschiedlichsten Fragestellungen so mit den unterschiedlichsten Klassen von Wirbeltieren wie Rochen, Delfinen, Dromedaren und Nashörnern.
Auch dem Sehorgan etwa beim Kabeljau und dem Wal galt seine besondere Aufmerksamkeit.
Im Frankreich des ersten Drittels des 19. Jahrhunderts waren Tierversuche zum Standard in der physiologischen Forschung geworden, so durch François Magendie und dessen Schüler Claude Bernard. An der Bonner Universität war Mayer der erste Physiologe, der Tierversuche mit einer klinisch relevanten Fragestellung unternahm.
So untersuchte er die Auswirkungen einer einseitigen oder beidseitigen Unterbindung der Halsschlagader (bzw. Aufzweigungen der Arteria carotis communis) auf die Durchblutung bzw. Funktion des Sehorgans.
Er konnte im Jahre 1827 am Tiermodell zeigen, dass nach beidseitiger Ligatur es zu einem beidseitigen Visus- oder Sehverlust bei seinen Versuchstieren kam.
Ein wichtiger Schüler Mayers war der Koblenzer Johannes Müller. Er trat 1819 als Student in die neue Bonner Universität ein und wurde im Jahre 1830 zweiter Ordinarius für Anatomie neben seinem früheren Lehrer Mayer.
Mayer war 1819 zum Mitglied der Leopoldina gewählt worden. Er starb am 9. November 1865 und wurde in Bonn auf dem Alten Friedhof beigesetzt.
Mayers erste Frau war eine Tochter von Fothergill. Sie starb bald nach der Heirat. Mit seiner zweiten Ehefrau Marie geb. Warren v. Fitzroy lebte er 42 Jahre in glücklicher Ehe. Sie hatten drei Söhne.

## Schriften (Auswahl)
- Ueber Histologie und eine neue Eintheilung der Gewebe des menschlichen Körpers. Bonn 1819 (Digitalisat).
- Untersuchungen über das Nabelbläschen und die Allantois bei Embryonen von Menschen und von den Säugethieren. Bonn 1835 (Digitalisat).
- Analecten für vergleichende Anatomie. Bonn 1835 (Digitalisat).
- Über krankhafte Knochen vorweltlicher Thiere. In: Nova acta Academiae caesarea Leopoldino-Carolinae naturae curiosorum. Band 24/II, 1854, S. 671 ff.[8]
- Ueber den Bau des Gehirns der Fische. E. Blochmann & Sohn, Dresden 1863. (Digitalisat).